# 大馬銀行

大马银行集团

大馬銀行集团（AMMB Holdings Berhad，简称：AmBank Group）是一家总部位于马来西亚首都吉隆坡的商业银行集团，创建于1975年，1981年在马来西亚股票交易所上市（AMBANK 1015，主板金融组），目前是马来西亚的第五大银行集团，有190多个分行。
该集团属下有大马银行（AmBank）、大马伊斯兰银行（AmBank Islamic）、大马投资银行（AmInvestment Bank）、大马普通保险（AmGeneral Insurance）及大马人寿保险等商业机构。
2003年，新建的大马银行大厦由时任首相马哈迪·莫哈末正式开幕。无论在国内还是国外，该银行都被认为与一个马来西亚发展有限公司丑闻（1MDB）以及与涉贪的前首相纳吉·阿都拉萨有关，其声誉也因此受损。

## 主要股東
- 澳新銀行持有24%（7億1千680萬股股票）
- 創辦人兼主席Tan Sri Azman Hashim持有16.8%